# Lago Sasykkol
Il lago Sasykkol (in russo Сасыкколь, in kazako Сасықкөл, Sasyqköl) è un lago del Kazakistan situato tra le regioni del Kazakistan Orientale e di Almaty, nella parte orientale del Paese. Ha una superficie di 600 km2 e comunica col lago Alakol, situato a sud-est.